# Aplastodiscus musicus
Aplastodiscus musicus é uma espécie de anfíbio da família Hylidae. Endêmica do Brasil, pode ser encontrada na Serra dos Órgãos no estado do Rio de Janeiro.